# Адамовское сельское поселение
Адамовское се́льское поселе́ние — муниципальное образование в Баргузинском районе Бурятии Российской Федерации.
Административный центр — село Адамово.

## История
Статус и границы сельского поселения установлены Законом Республики Бурятия от 31 декабря 2004 года № 985-III «Об установлении границ, образовании и наделении статусом муниципальных образований в Республике Бурятия»

## Население
| 2002 | 2011 | 2012 | 2013 | 2014 | 2015 | 2016 | 2017 |
| ---- | ---- | ---- | ---- | ---- | ---- | ---- | ---- |
| 779  | ↘629 | ↘609 | ↘608 | ↘594 | ↗598 | ↘587 | ↘575 |
| 2018 | 2019 | 2020 | 2021 | 2023 | 2024 |      |      |
| ↘569 | ↘561 | ↘547 | ↗604 | ↘590 | ↗596 |      |      |

## Состав сельского поселения
| № | Населённый пункт | Тип населённого пункта       | Население |
| - | ---------------- | ---------------------------- | --------- |
| 1 | Адамово          | село, административный центр | ↘185      |
| 2 | Журавлиха        | посёлок                      | ↘83       |
| 3 | Зорино           | село                         | ↘68       |
| 4 | Макаринино       | село                         | ↘293      |